# Голухув (гмина)
Голухув (пол. Gołuchów) — сельская гмина (волость) в Польше, входит как административная единица в Плешевский повет, Великопольское воеводство. Население — 9693 человека (на 2004 год).

## Соседние гмины
1. Гмина Близанув
2. Калиш
3. Гмина Нове-Скальмежице
4. Гмина Острув-Велькопольски
5. Гмина Плешев